# Meteorito de Ensisheim

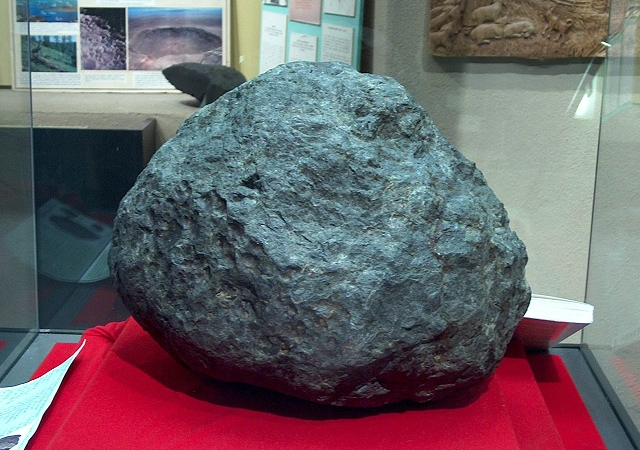
Meteorito de Ensisheim no museu da cidade

O meteorito de Ensisheim é um meteorito rochoso que caiu em 7 de novembro de 1492 em um campo de trigo fora da cidade murada de Ensisheim, na então Alsácia, Alemanha (atual França). O meteorito ainda pode ser visto no museu de Ensisheim, o Musée de la Régence, do século XVI. É a mais antiga queda de meteorito pedregoso europeu da qual ainda há algum material meteorítico preservado.

## Composição
O meteorito é um condrito comum LL6, pesando 127 kg; Foi descrito como de forma triangular e criou um buraco de 1 metro de profundidade após o impacto.

## Resposta contemporânea

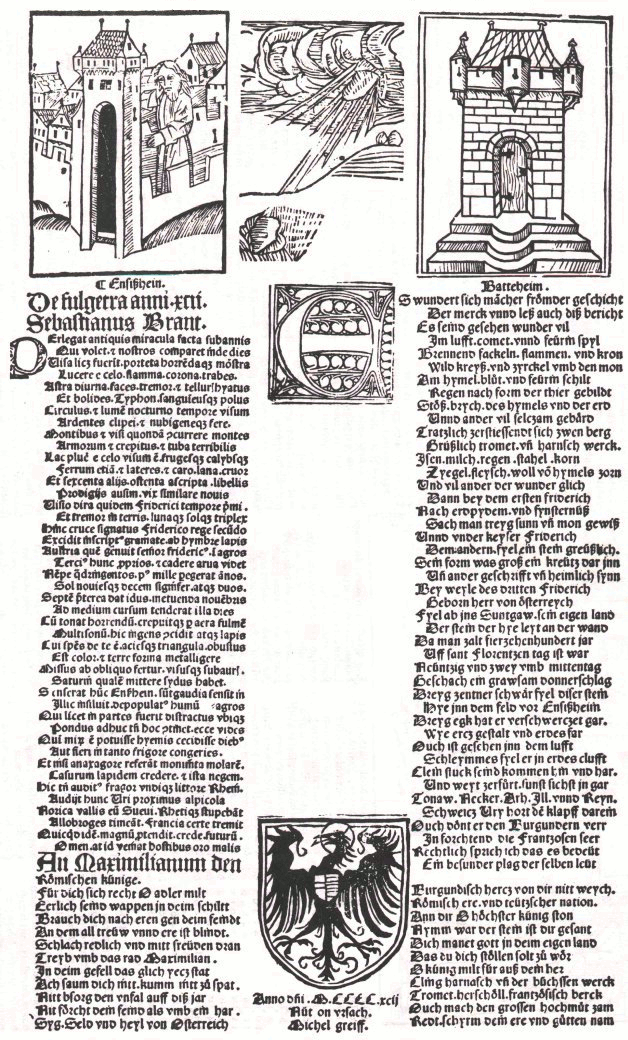
A copy of the original Brant text with a stylised image of the Ensisheim meteorite's fall.

A queda do meteorito através da atmosfera terrestre foi observada como uma bola de fogo a uma distância de até 150 quilômetros de onde ele finalmente pousou. Moradores da cidade murada e de fazendas e vilas próximas se reuniram no local para levantar o meteorito de seu buraco de impacto e começaram a remover pedaços dele. Um magistrado local interferiu na destruição da pedra, a fim de preservar o objeto para o rei Maximiliano, filho do imperador reinante do Sacro Império Romano-Germânico Frederico III. Um pedaço do meteorito foi enviado ao cardeal Piccolomini (mais tarde Papa Pio III) no Vaticano, juntamente com uma série de versículos relacionados escritos por Sebastian Brant.
O rei Maximiliano, que estava a caminho de uma campanha contra a França, ordenou que fosse preservado em uma igreja local. Ele e seus conselheiros decidiram que o meteorito era um bom presságio. Posteriormente, foi utilizado para propaganda contra a França. Uma razão para a rápida disseminação da história por toda a Europa foi o alto volume do impacto do meteorito (contemporâneos teriam ouvido o som a pelo menos 100 milhas de distância). Outra razão foi o uso de folhetos com imagens dramáticas sob a direção do poeta Sebastian Brandt (1458-1521).
Brandt criou folhetos em latim e alemão com um poema sobre o meteorito, descrevendo-o como um presságio para o sucesso do rei nas batalhas contra a França.
Dois meses depois, Maximiliano derrotou um exército francês muito maior do que o seu na Batalha de Senlis, o que levou Brandt a produzir outro folheto lembrando os leitores sobre sua previsão. Em 1493, ele escreveu outro folheto. A essa altura, os franceses não eram mais uma ameaça (porque Maximiliano acabara de assinar o Tratado de Senlis com eles), então Brandt direcionou a atenção de seus leitores para os turcos.
Brandt, um satírico e autor de Das Narrenschiff, também descreveu o meteorito e sua queda no poema "Folhas soltas sobre a queda do meteorito".  A queda também é descrita no Fólio 257 da Crônica de Nuremberg.
O artista alemão Albrecht Dürer possivelmente esboçou sua observação da queda do meteorito no reverso de sua pintura São Jerônimo no Deserto.